# Троїцька церква (Опішня)
Трої́цька це́рква — парафіяльний православний храм у смт. Опішня Полтавської області. Належить до Зіньківського благочиння Полтавської єпархії УПЦ МП.

## Історія

### Будівництво та перебудови

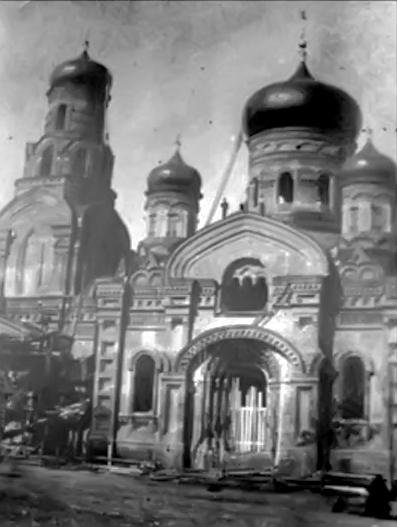
Троїцький храм напередодні зруйнування (1920-ті роки)

Дерев'яна двохвівтарна церква в містечку Опішня Гадяцького полку була збудована всередині XVII століття. Документально засвідчено факт існування церкви 1701 року, коли храму Пилипом Шевченком був подарований напрестольний хрест із вкладним написом:
|  | цей хрест подаровано рабом Божим Пилипом Шевченком храму Св. Трійці в Опішному року 1701. Оригінальний текст (ст.-слов.) [сей хрест сооруженѣ рабомѣ Божіимѣ Пилипомѣ Шевченкомѣ до храму Св. Тройцы вѣ Опошнемѣ року 1701.] Помилка: [undefined] Помилка: {{Lang}}: немає тексту (допомога): текст вже має курсивний шрифт (допомога) |

1742 року коштами сотника Максима Рудноського та помічника Данила Тимченка спорудили нову дерев'яну будівлю, яка згоріла 1813 року.
У 1813–1837 роках на кошти поміщика Коновалова храм відновили. Тепер церква мала п'ять куполів і високу багатоярусну дзвіницю з великим куполом вгорі. Увесь храм прикрашали пишні багатоярусні пілястри. 1859 року добудували муровану дзвіницю. 1892 року на кошти парафіян споруджено каплицю. У 1900–1909 році церкву та дзвіницю об'єднали в одну споруду.

### Церковні володіння
У 1902 році церква володіла 2 десятинами церковної та 28,75 десятин ружної земель.
Через дорогу від церкви знаходилася каплиця. Працювала парафіяльна школа. Храм мав при собі притулок, сторожку, будинок для псаломщика, а також церковну бібліотеку.

### Ведення богослужінь
У 1902 році нараховувалось 1539 парафіян — 770 чоловічої та 769 жіночої статей. У 1912 році — парафіян привілейованих станів — 21, міщан — 77, козаків — 1416, селян — 80.
Троїцький храм вів богослужіння до початку 1930-х років. Згодом його зруйнували. При цьому, як свідчили очевидці, загинуло троє руйнівників. Залишками муру засипали вулиці і вимостили тротуари Опішні, а глибокий фундамент ще довго розбирали і використовували для будівництва власного житла місцеві атеїсти.
Із залишків храму було збудоване приміщення Опішнянського споживчого товариства.

## Сучасність
У новітній час громада відновила роботу 24 листопада 1994 року й підпорядковується Московському патріархату. 1995–1997 року зведено новий храм із дзвіницею. 1998 року встановлений 100-кг дзвін.
Працює церковна бібліотека, недільна школа для дітей і місіонерський гурток для дорослих. На святкових богослужіннях у церкві співає молодіжний хор.